# Список руських князівств

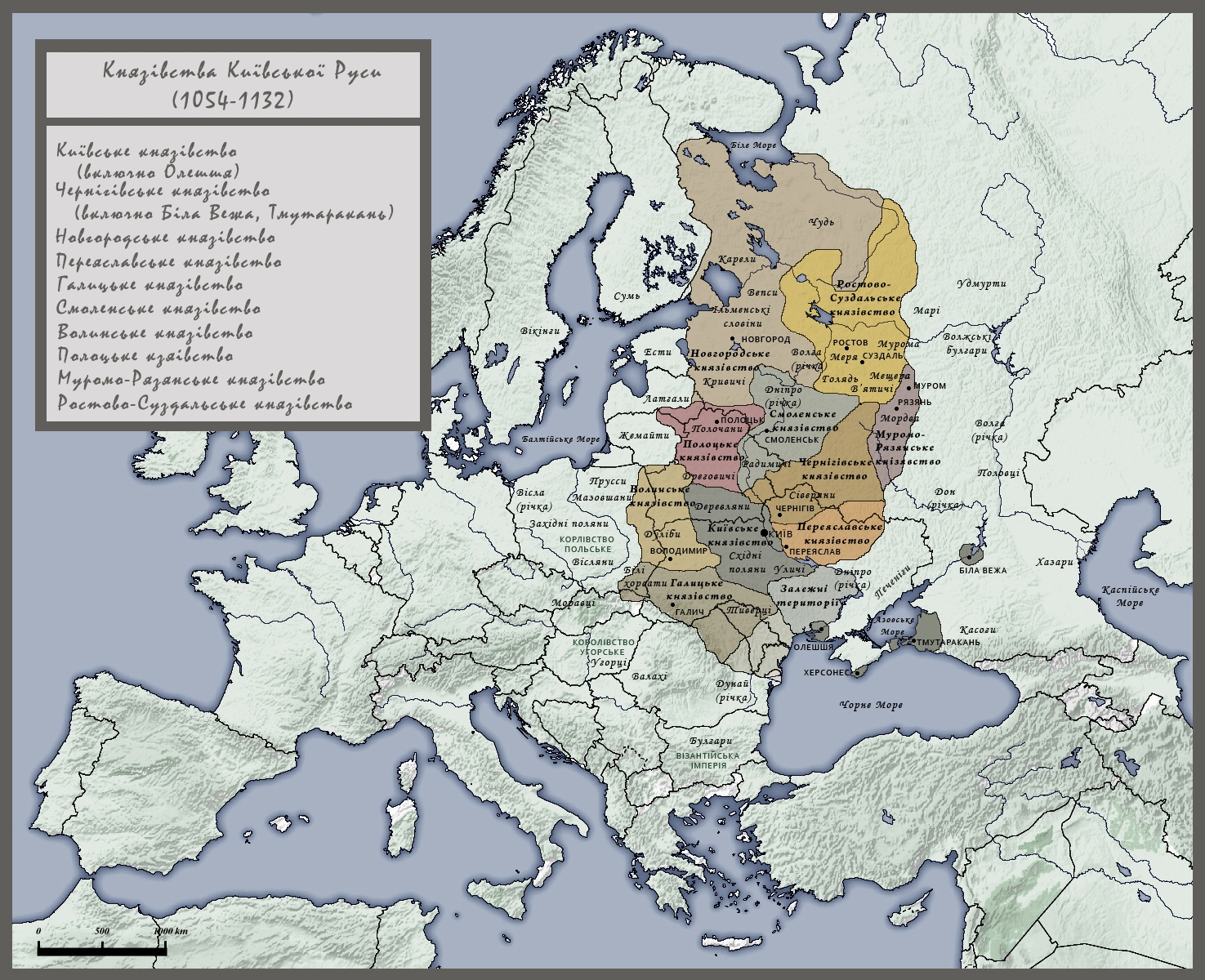
Князівства Київської Русі між 1054 та 1132 роками

Список удільних руських князівств, які існували як складові частини або напівавтономні князівства у складі Київської Русі, Королівства Руського та Великого князівства Литовського, Руського та Жемайтійського, або утворилися після розпаду цих держав.

## Передумови роздрібненості
Із самого свого початку Київська Русь не була унітарною державою. Перший розділ був проведений між синами Святослава Ігорьовича в 972 році, другий — між синами Володимира Святославича в 1015 і 1023 роках, причому нащадки Ізяслава Полоцького, ставши ізгоями для Києва, виділилися в особливу династію вже на початку XI століття, внаслідок чого Полоцьке князівство раніше інших відокремилося від Київської Русі. Проте початком поділу на власне князівства прийнято вважати поділ Русі Ярославом Мудрим в 1054 році. Наступним важливим етапом було рішення Любецького з'їзду князів («кожен нехай тримає отчину свою») у 1097 році, але Володимир Мономах і його старший син і спадкоємець Мстислав Великий шляхом захоплень і династичних шлюбів змогли знову поставити 2/3 князівств під контроль Києва.

## Роздрібненість
Смерть Мстислава в 1132 році прийнято вважати початком періоду феодальної роздробленості, однак Київ залишався не тільки формальним центром, але і найпотужнішим князівством ще кілька десятиліть. Його вплив на периферії не зник, а лише ослаб у порівнянні з першою третиною XII століття. Київський князь продовжував розпоряджатися власним князівством, а також Туровським, Переяславським та Володимиро-Волинським князівствами і мати в кожному регіоні Русі як противників, так і прихильників до середини століття. Відокремилися від Києва Чернігово-Сіверське, Смоленське, Ростово-Суздальське, Муромо-Рязанське, Перемишльське і Теребовльске князівства та Новгородська земля. Літописці стали застосовувати для князівств назву «землі», яким раніше позначалася тільки Русь у цілому («Руська земля») або інші країни («Грецька земля»). Землі виступали самостійними суб'єктами міжнародних відносин і керувалися власними династіями Рюриковичів, за деякими винятками: Руська земля була спільною спадщиною всієї династії Рюриковичів та була об'єктом боротьби між ними, а в Новгородській землі князь запрошувався правити з інших земель, при цьому в Новгороді його права були сильно обмежені на користь місцевої боярської аристократії, а за Галицько-Волинське князівство після загибелі Романа Мстиславича протягом близько 40 років йшла війна між усіма південноруськими князями, що закінчилася перемогою Данила Романовича Волинського. При цьому зберігалися єдність княжого роду і церковна єдність, а також подання про Київ як формально найголовнішого руського престолу і Руської землі як спільної спадщини всіх князів.
Коли князь суздальський Андрій Боголюбський у 1169 році захопив та спустошив Київ, та не залишився в ньому правити і тим самим вивів землі Залісся зі складу Русі, проголосивши себе великим князем Владимирським та Суздальським. Після зруйнування хрестоносцями столиці Візантії Царгороду центр світової торгівлі переміщується до Венеції, торговельний шлях із варягів у греки занепадає. Роман Мстиславич переносить свій престол до Володимира, значення Києва падає. Остаточне зруйнування Києва монголо-татарами у 1240 р. засвідчило трагічний кінець Київської держави Русь.

## Київська земля
- Київське князівство (860 — 1471)
  - Торчеське князівство (1155 —1235 ). Столиця Торчеськ.
  - Пороське (Михайлівське) князівство ~1126-~1280-ті
  - Овруцьке князівство (1168 —  1240). Столиця Овруч.
  - Вишгородське князівство (1077 — 1239). Столиця Вишгород.
  - Білгородське князівство (1117 — 1207). Столиця Білгород (Київський).
  - Юр'ївське князівство. Столиця Юр'їв.
  - Богуславське князівство. Столиця Богуслав.
  - Корсунське князівство. Столиця Корсунь.
  - Трипільське князівство. Столиця Трипілля.
  - Болохівська земля (? — 1240).
- Турово-Пинське князівство (? — 1330). Бл. 1330 р. остаточно розпалося.
  - Турівське князівство (1167/1174 — 1540)
  - Пінське князівство (1167/1174 — 1521)
  - Городецьке князівство. Столиця Давид-Городок
  - Степанське князівство
  - Дубровицьке князівство
- Бродницька земля

## Чернігово-Сіверська земля
- Чернігівське князівство (1054 — 1525):
  - Новгород-Сіверське князівство (1096 — 1494):
    - Курське князівство (1132 — 1240)
    - Рильське князівство (1132 — 1500)
    - Путивльське князівство (1150 — 1500)
    - Глухівське князівство (1246 — 1407)
    - Трубецьке князівство (1392 — 1500)

  - Козельське князівство (1235 — 1445)
  - Брянське князівство (1240 — 1430)
  - Стародубське князівство (1238 — 1503)
- Верховські князівства
  - Карачевське князівство (1246 — 1360)
    - Звенигородське князівство (1340 — 1504)
    - Устівське князівство
    - Мезецьке князівство  (бл. 1360 — 1504)

  - Новосільське князівство (1376 — 1425)
    - Одоєвське князівство (1376 — 1547)
    - Воротинське князівство (бл. 1455 — 1573)
    - Бельовське князівство (1468 — 1558)

  - Таруське князівство (1246 — 1392)
    - Оболенське князівство (1270 — 1494)

  - Тростянецьке князівство (бл. 1460 — 1490)

- Тмутороканське князівство (бл. 988 — 1100)

## Переяславська земля
- Переяславське князівство (1054 — 1239)

## Галицька земля
- Галицько-Волинське князівство (1199-1349)
- Галицьке князівство (1141 — 1349)
  - Перемишльське князівство (1084 — 1264)
  - Звенигородське князівство (1084 — 1141)
  - Теребовлянське князівство (1084 — 1141)
  - Жидачівське князівство (1393 – 1442)
  - Берладницька земля

## Волинська земля
- Галицько-Волинське князівство (1199-1349)
- Волинське князівство (бл. 990 — 1452)

### Володимирська земля
- Володимирське князівство (988 — 1393)

### Луцька земля
- Луцьке князівство (1125 — 1393)
- Перемильське князівство
- Чорторийське князівство
- Погорина
  - Пересопницьке князівство (1146 — 1238)
  - Дорогобузьке князівство (бл. 1085 — 1227)
  - Шумське князівство (1152 — 1160)

### Белзько-Червенська земля
- Червенські городи (1170 — 1171), (1195 — ?)
- Белзьке князівство (1170 — 1462)
- Буське князівство (1100 — 1180)
- Холмське князівство (1352 — 1382)

### Берестейська земля
- Берестейське князівство (1087 — 1444)
- Дорогичинський уділ (1173 — 1411)
- Кобринське князівство (1366 — 1529)

### Поділля
- Подільське князівство (1352 — 1471)

## Полоцька земля
- Полоцьке князівство (988 — 1392)
  - Мінське князівство
  - Друцьке князівство
  - Лукомльське князівство
- Вітебське князівство

## Дреговицька земля
- Слуцьке князівство
- Несвізьке князівство
- Клецьке князівство
- Копильське князівство
- Свислоцьке князівство

## Смоленська земля
- Велике князівство Смоленське (бл. 990 — 1404)
  - Торопецьке князівство
  - Мстиславське князівство
  - Вяземське князівство
  - Фомінсько-Березуйське князівство
  - Дорогобузьке князівство
  - Порховське князівство
  - Можайське князівство (1350 — 1494)
  - Ржевське князівство

## Новгородська земля
- Новгородська республіка (862 — 1136)
- Новгородська республіка (1136 — 1478)
- Псковська вічова республіка (1348 — 1510)

## Володимиро-Суздальська земля
- Володимиро-Суздальське князівство
- Нижегородсько-Суздальське велике князівство (1328 — 1424). Столиця Суздаль, з 1340 р. — Нижній Новгород.
  - Суздальське князівство
  - Нижегородське князівство
- Тверське князівство (1242 — 1490)
  - Кашинське князівство
  - Холмське князівство
  - Дорогобузьке князівство
  - Микулинське князівство
- Ярославське князівство (1218 — 1463)
- Московське князівство (1276 — 1547)
- Ростовське князівство (бл. 989 — 1474)
- Углицьке князівство

## Муромо-Рязанська земля
- Муромське князівство
- Рязанське князівство
  - Пронське князівство
  - Білгородське князівство
  - Коломенське князівство
  - Єлецьке князівство
  - Липецьке князівство

## Чорна Русь
- Городенське князівство
  - Новогрудське князівство
  - Слонімське князівство
  - Волковийське князівство

## Литовська Русь
- Віленське князівство
- Троцьке князівство
- Заславське князівство
- Керновське князівство
- Гольшанське князівство
- Свірське князівство
- Гедройське князівство

## Литовське та Московське князівства
У XIV ст. почали підноситися Литва, Польща та Московія. Ці суспільства дуже швидко розросталися, і їх, цілком природно, приваблював вакуум влади, що виник на півдні. Протягом тривалого часу Київ навіть не мав свого князя. Після смерті останнього князя галицько-волинської династії західноукраїнські землі теж опинилися без свого провідника, ставши легкою поживою для ворога. Майже 80 років титул володаря українських земель належав монголо-татарам. Але навіть протягом відносно короткого періоду їхнього панування хронічні чвари у Золотій Орді унеможливлювали для монголів безпосереднє управління тутешніми землями.
У середині XIII ст. литовський князь Міндаугас (Міндовг) об'єднав войовничі відсталі язичницькі племена, щоб дати відсіч натиску Тевтонського ордену німецьких хрестоносців-колонізаторів, що виник на прибалтійських землях. Із цієї боротьби литовці вийшли сильнішими й тісніше об'єднаними, ніж будь-коли. У перші десятиліття XIV ст. під проводом великого князя Гедимінаса (Гедиміна) вони рушили на територію теперішньої Білорусі. А у 1340-х роках, під час правління його сина Альгердаса (Ольгерда), який рішуче проголосив, що «вся Русь просто повинна належати литовцям», вони вступили на українські землі.
До 1350-х років Альгердас поширив свою владу на дрібні князівства, розташовані на лівому березі Дніпра, а у 1362 р. його військо зайняло Київ. У 1363 р. слов'янські полки литовців та українців остаточно розгромили монголо-татар на Синіх Водах, завдавши нищівної поразки Золотій Орді.